# Miriam Hrušková
Miriam Hrušková (30. srpna 1959 – 20. dubna 1982) byla česká zpěvačka. Její matka byla Jana Berousková.

## Biografe
Miriam Hrušková měla matku Češku a otce Kubánce, který tu studoval. Matka však Miriam kvůli tomu, že ji počala s cizincem, odložila do dětského domova, kde se jí ujala paní Hrušková, jež Miriam dala svoje příjmení a nový domov.

## Smrt
Miriam Hrušková byla zamilovaná do jednoho technika ze Supraphonu. Ten ji však náhle opustil a Miriam rozchod s ním psychicky neunesla. Dne 20. dubna 1982 spáchala sebevraždu – oběsila se v nahrávacím studiu.

## Diskografie

### Singly
- Koníček (Panton 1977, součást EP)
- Jsem divná holka / Planá slova (Supraphon 1977)
- Háčkované vzpomínky (Supraphon 1978)
- Hotel Romeo / Už je ti šestnáct pryč (Supraphon 1979)
- Co ty na to, Adame / Tandem (Supraphon 1980)
- Čím začíná déšť / Jsem černá holka (Supraphon 1981)
- Rým (+ Václav Neckář) (Supraphon 1982)

### Účast na jiných projektech
- Caesare, Caesare (Supraphon 1979, součást alba Jiří Aplt: Malovaný džbánek - profil textaře)
- Nad perníkovým vojákem z pouti (Panton 1979, součást alba VI. celostátní festival politické písně Sokolov '78)
- Blues Černé kroniky (Supraphon 1980, součást alba Písničky pro Hvězdu - Zachránci a ochránci)
- Před večerkou (Supraphon 1981, součást LP Zlatý palcát 1981)
- Kluk z prvních řad / Velký závod (+ Božena Lišková a Zdeněk Mann) / Řeka života (+ Božena Lišková, Zdeněk Mann a Karel Černoch) (Panton 1982, součást LP Sokolov '81)

### Kompilace
- Jsem černá holka (Supraphon 2013, pouze digitálně)